# العرق (كحلان عفار)

تعديل مصدري - تعديل

العرق هي إحدى قرى عزلة عفار بمديرية كحلان عفار التابعة لمحافظة حجة، بلغ تعداد سكانها 232 نسمة حسب تعداد اليمن لعام 2004.